# Gekkan Action
Gekkan Action (月刊アクション Gekkan Akushon?), también conocida como Monthly Action, es una revista japonesa de manga seinen publicada por Futabasha.

## Historia
Gekkan Action se lanzó el 25 de mayo de 2013, el aniversario de la fundación de la editorial Futabasha. La revista se formó a partir de la fusión de los departamentos editoriales de las revistas manga Weekly Manga Action, Comic High! y Manga Town.  Aunque normalmente se clasifica como revista seinen (manga para hombres adultos jóvenes), la revista sigue la filosofía de publicar «cualquier cosa interesante» y no se ajusta estrictamente a un género específico o grupo demográfico objetivo. La revista fue lanzada con Action Kamen, una serie basada en un superhéroe ficticio en el universo de la serie de manga Crayon Shin-chan.

## Series de manga

### Series de manga actualmente en publicación
| Título de la serie                                            | Autor            | Primera publicación |
| ------------------------------------------------------------- | ---------------- | ------------------- |
| Kobayashi-san Chi no Maid Dragon (小林さんちのメイドラゴン?)  | Coolkyousinnjya  | Mayo de 2013        |
| Kyōto Teramachi Sanjō no Hōmuzu (京都寺町三条のホームズ?)     | Mai Mochizuki    | Abril de 2015       |
| Peter Grill to Kenja no Jikan (ピーター・グリルと賢者の時間?) | Daisuke Hiyama   | Julio de 2017       |
| Seishōnen Ashibe                                              | Hiromi Morishita | Abril de 2018       |
| Shikizakura (シキザクラ?)                                     | Hayato Aoki      | Diciembre de 2020   |
| Tsugumomo (つぐもも?)                                         | Yoshikazu Hamada | Mayo de 2013        |
| Uchi no Maid ga Uzasugiru! (うちのメイドがウザすぎる!?)       | Kanko Nakamura   | Agosto de 2016      |

### Series completas publicadas enGekkan Action
- Bokura no Shikisai de Gengoroh Tagame (2018 – 2020)
- Chō Kadō Gāru 1/6 de Öyster (2012 – 2015)
- ComaGoma Goma-chan de Hiromi Morishita (2017 – 2018)
- Fumikiri Jikan de Yoshimi Sato (2016 – 2021)
- Hana to Hina wa hōkago de Milk Morinaga (2015 – 2016)
- Kimi no Suizō o Tabetai de Izumi Kirihara (2016 – 2017)
- Mata, Onaji Yume wo Mite ita de Izumi Kirihara (2017 – 2018)
- Nobunaga Sensei no Osanazuma de Azure Konno (2017 – 2019)
- Otōto no Otto de Gengoroh Tagame (2014 – 2017)
- Orange de Ichigo Takano (2013 – 2017)
- Shōnen Ashibe: GO! GO! Goma-chan de Hiromi Morishita y Ogino Junko (2016 – 2017)
- Yume Miru Taiyō de Ichigo Takano (2015 – 2017)